# Football Club Goa
Il Football Club Goa è una società calcistica indiana con sede nella città di Margao. Milita nella Indian Super League. Vanta nel palmarès un titolo vinto nella Super Cup del 2019

## Storia

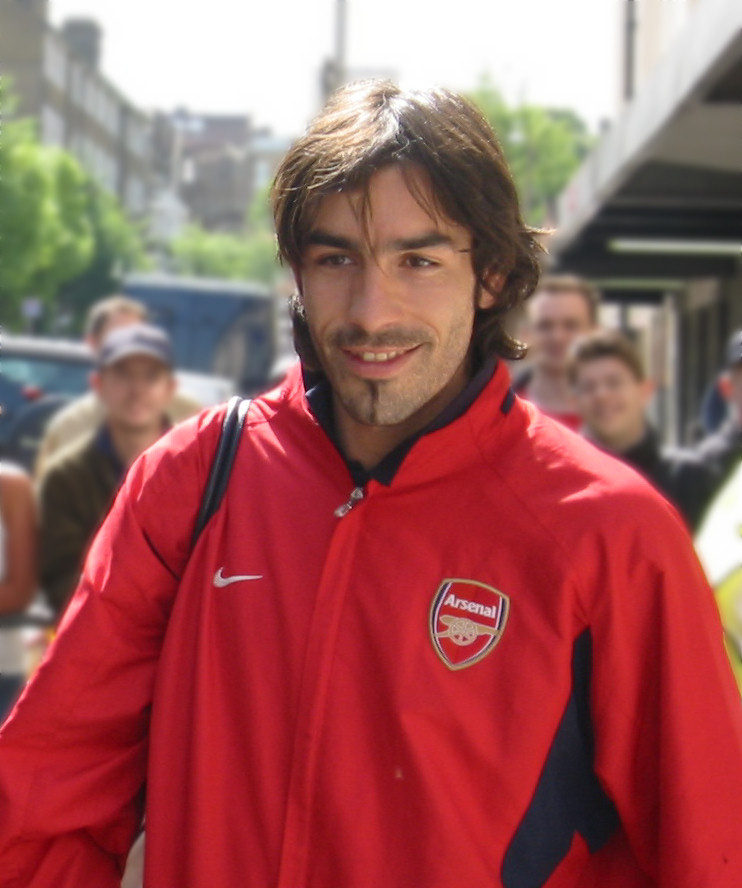
Robert Pirès è stato il primo
marquee player

Viene fondata nel 2014, come una delle neo-squadre che parteciperanno alla nuova competizione indiana, l'Indian Super League. Chiude al secondo posto in classifica con 22 punti, mentre viene eliminata in semifinale di Play-off dall'Atlético de Kolkata per 2-4 (0-0, 0-0 [2-4 su rigori]).
Conclude con il primo posto la seconda stagione, ma viene eliminata in finale dal Chennaiyin, perdendo quindi la possibilità di guadagnare il 1º titolo.
La terza stagione è la loro annata peggiore, rimangono infatti ultimi per tutta la durata della competizione. Nel 2017 conclude al 3º posto nella stagione regolare ma viene battuta per 4-1 in semifinale dal Chennaiyin. Nella stagione 2019-2020 si è posizionata al primo posto in classifica, vincendo il League Winners' Shield e diventando la prima squadra indiana a qualificarsi alla fase a gironi della AFC Champions League.

## Palmarès

### Competizioni nazionali
- Super Cup: 2

2019, 2025
- ISL Shield: 1

2019-2020
- Durand Cup: 1

2021
- Bandodkar Trophy: 1

2024

### Altri piazzamenti
- Indian Super League:

Secondo posto: 2015, 2018-2019
- Super Cup (India):

Semifinalista: 2018

## Strutture

### Stadio
Il Fatorda Stadium è uno stadio a Goa. Ha una capacità di 22.000 posti

## Società

### Sponsor
Di seguito la cronologia di fornitori tecnici e sponsor dell'FC Goa.
| Sponsor tecnici - 2014-oggi: Adidas | Sponsor ufficiali - 2014-oggi: Videocon d2h |

### Canale televisivo
L'FC Goa è il primo e finora unico club di calcio indiano ad avere un canale televisivo ad esso dedicato, l'FC Goa TV. La prima messa in onda del canale è stata il 10 ottobre 2014 su canale 100 di Videocon D2H.

## Allenatori e presidenti
| Allenatori - 2014-2017 Zico - 2017-2020 Sergio Lobera - 2020 Clifford Miranda Interim - 2020-2021 Juan Ferrando - 2021-2022 Derrick Pereira - 2022-2023 Carlos Peña - 2023-attuale Manuel Márquez | Presidenti - 2014-attuale Venugopal Dhoot |

## Organico

### Rosa
| N. |                   | Ruolo | Calciatore        |
| -- | ----------------- | ----- | ----------------- |
|    | India (bandiera)  | P     | Arshdeep Singh    |
|    | India (bandiera)  | P     | Lara Sharma       |
|    | India (bandiera)  | P     | Hrithik Tiwari    |
|    | India (bandiera)  | D     | Muhammad Hammad   |
|    | Spagna (bandiera) | D     | Odei Onaindia     |
|    | India (bandiera)  | D     | Jay Gupta         |
|    | India (bandiera)  | D     | Seriton Fernandes |
|    | India (bandiera)  | D     | Sandesh Jhingan   |
|    | India (bandiera)  | D     | Narayan Das       |
|    | India (bandiera)  | D     | Leander D’Cunha   |
|    | India (bandiera)  | D     | Nim Dorjee Tamang |
|    | India (bandiera)  | D     | Aakash Sangwan    |

| N. |                      | Ruolo | Calciatore           |
| -- | -------------------- | ----- | -------------------- |
|    | Spagna (bandiera)    | C     | Borja Herrera        |
|    | India (bandiera)     | C     | Mohammad Yasir       |
|    | India (bandiera)     | C     | Muhammed Nemil       |
|    | India (bandiera)     | C     | Rowllin Borges       |
|    | Australia (bandiera) | C     | Paulo Retre          |
|    | India (bandiera)     | C     | Boris Singh Thangjam |
|    | India (bandiera)     | C     | Brison Fernandes     |
|    | Irlanda (bandiera)   | C     | Carl McHugh          |
|    | India (bandiera)     | C     | Ayush Dev Chhetri    |
|    | Spagna (bandiera)    | A     | Iker Guarrotxena     |
|    | India (bandiera)     | A     | Udanta Singh         |
|    | India (bandiera)     | A     | Devendra Murgaokar   |

## Staff tecnico
- Manuel Márquez - Allenatore
- Benito Montalvo - Vice allenatore
- Gouramangi Singh - Vice allenatore
- Asier Rey - Allenatore portieri

## Squadre affiliate
- Dempo Sports Club